# زویی کراس
زویی کراس (انگلیسی: Zoe Cross؛ زادهٔ ۶ فوریهٔ ۱۹۹۸) بازیکن سابق فوتبال اهل انگلستان است که در پست هافبک برای باشگاه لوس بازی می‌کرد.
وی همچنین در تیم ملی فوتبال زیر ۱۹ سال زنان انگلستان بازی کرده است.